# Liste der Mitglieder des Landtages Rheinland-Pfalz (17. Wahlperiode)
Diese Liste gibt einen Überblick über alle Mitglieder des 17. Rheinland-Pfälzischen Landtags (2016–2021) mit Fraktionszugehörigkeit, Wahlkreis und Stimmenanteil.
Der 17. Landtag wurde am 13. März 2016 gewählt und trat erstmals am 18. Mai 2016 zusammen.

## Zusammensetzung
Seit der Landtagswahl am 13. März 2016 gab es folgende Veränderung im Landtag:
- SPD: 39
- Grüne: 6
- CDU: 35
- FDP: 7
- AfD: 14

| Fraktion              | Beginn der Legislaturperiode | Stand | Zugänge                                                                                  | Abgänge                                                                                    | Saldo |
| --------------------- | ---------------------------- | ----- | ---------------------------------------------------------------------------------------- | ------------------------------------------------------------------------------------------ | ----- |
| SPD                   | 39                           | 39    | Ruland, Köbberling, Oster, Teuber, Höfer, Rehak-Nitsche, Stein, Lefkowitz, Spies, Illing | Hoch, Langner, Raab, Dreyer, Wehner, Schleicher-Rothmund, Alt, Winter, Geis, Sippel        | ± 0   |
| CDU                   | 35                           | 35    | Barth, Reichert, Martin, Wagner, Lohr, Lerch, Weller, Klein, Groß, Wächter               | Ganster, Schäfer, Klöckner, Oelbermann, Kessel, Schneider, Enders, Seekatz, Wieland, Licht | ± 0   |
| AfD                   | 14                           | 11    | 0                                                                                        | Ahnemüller, Böhme, Bublies-Leifert                                                         | −3    |
| FDP                   | 7                            | 6     | 0                                                                                        | Lerch                                                                                      | −1    |
| Bündnis 90/Die Grünen | 6                            | 6     | Schellhammer, Binz                                                                       | Spiegel, Lemke                                                                             | ± 0   |
| Fraktionslose         | 0                            | 4     | Ahnemüller, Böhme, Bublies-Leifert, Lerch                                                | 0                                                                                          | +4    |

## Vorstand
- Präsident:
 Hendrik Hering (SPD)
- Vizepräsident
 Hans-Josef Bracht (CDU)
- Vizepräsidentin
 Astrid Schmitt (SPD)

### Fraktionsvorstände
| Fraktion | Vorsitzende                                                                   | Stellvertretende Vorsitzende                                                                            | Parlamentarische Geschäftsführer |
| -------- | ----------------------------------------------------------------------------- | --- | -------------------------------- |
| SPD      | Alexander Schweitzer                                                          | Kathrin Anklam-Trapp Bettina Brück ab April 2018 Alexander Fuhr Jens Guth Astrid Schmitt bis April 2018 | Martin Haller                    |
| CDU      | Christian Baldauf ab März 2018 Julia Klöckner Mai 2016 bis März 2018          | Anke Beilstein Matthias Lammert Alexander Licht Marion Schneid Gerd Schreiner Adolf Weiland             | Martin Brandl                    |
| AfD      | Uwe Junge                                                                     | Joachim Paul Michael Frisch                                                                             | Jan Bollinger                    |
| FDP      | Cornelia Willius-Senzer ab Oktober 2017 Thomas Roth Mai 2016 bis Oktober 2017 | Monika Becker Helga Lerch bis 20. Februar 2020                                                          | Marco Weber                      |
| Grüne    | Bernhard Braun                                                                | Jutta Blatzheim-Roegler                                                                                 | Pia Schellhammer                 |

## Abgeordnete
| Bild | Name                         | Lebens- daten | Wahlkreis                                    | Nr. | Direkt/Liste                 | Fraktion     | Kommentar                                                                                         | Ausschüsse/Gremien |
| ---- | ---------------------------- | ------------- | -------------------------------------------- | --- | ---------------------------- | ------------ | ------------------------------------------------------------------------------------------------- | --- |
|      | Jens Ahnemüller              | 1961          |                                              |     | Liste                        | fraktionslos | im September 2018 aus der AfD-Fraktion ausgeschlossen                                             | - Ausschuss für Wirtschaft und Verkehr |
|      | Doris Ahnen                  | 1964          | Mainz II                                     | 28  | Direktmandat                 | SPD          | Ministerin der Finanzen                                                                           | |
|      | Kathrin Anklam-Trapp         | 1968          | Rhein-Selz/Wonnegau                          | 31  | Direktmandat                 | SPD          | Stellv. Fraktionsvorsitzende                                                                      | - Ältestenrat - Ausschuss für Gesundheit, Pflege und Demografie - Ausschuss für Soziales und Arbeit - Zwischenausschuss |
|      | Sabine Bätzing-Lichtenthäler | 1975          |                                              |     | Liste                        | SPD          | Ministerin für Soziales, Arbeit, Gesundheit und Demografie                                        | |
|      | Christian Baldauf            | 1967          | Frankenthal (Pfalz)                          | 34  | Direktmandat                 | CDU          | Fraktionsvorsitzender                                                                             | - Ältestenrat - Haushalts- und Finanzausschuss - Zwischenausschuss |
|      | Thomas Barth                 | 1977          |                                              |     | Liste                        | CDU          | am 1. Oktober 2017 für Dorothea Schäfer nachgerückt                                               | - Ausschuss für Bildung - Ausschuss für Europafragen und Eine Welt |
|      | Monika Becker                | 1955          |                                              |     | Liste                        | FDP          | Stellv. Fraktionsvorsitzende                                                                      | - Ausschuss für Inneres, Sport und Landesplanung - Petitionsausschuss - Strafvollzugskommission |
|      | Anke Beilstein               | 1966          | Cochem-Zell                                  | 15  | Direktmandat                 | CDU          | Stellv. Fraktionsvorsitzende                                                                      | - Ausschuss für Bildung - Enquete-Kommission 17/1 „Tourismus RLP“ - Zwischenausschuss |
|      | Katharina Binz               | 1983          |                                              |     | Liste                        | GRÜNE        | am 1. April 2017 nachgerückt für Eveline Lemke                                                    | - Ausschuss für Familie, Jugend, Integration und Verbraucherschutz - Ausschuss für Gesundheit, Pflege und Demografie - Ausschuss für Wissenschaft, Weiterbildung und Kultur                                                                                                |
|      | Jutta Blatzheim-Roegler      | 1957          |                                              |     | Liste                        | GRÜNE        | Stellv. Fraktionsvorsitzende                                                                      | - Ausschuss für Gleichstellung und Frauenförderung - Ausschuss für Landwirtschaft und Weinbau - Ausschuss für Wirtschaft und Verkehr - Enquete-Kommission 17/1 „Tourismus RLP“                                                                                             |
|      | Timo Böhme                   | 1963          |                                              |     | Liste                        | fraktionslos | am 2. Dezember 2020 aus der AfD-Fraktion ausgetreten                                              | - Ausschuss für Landwirtschaft und Weinbau - Ausschuss für Soziales und Arbeit (Vorsitzender) |
|      | Jan Bollinger                | 1977          |                                              |     | Liste                        | AfD          | Parlamentar. Geschäftsführer                                                                      | |
|      | Hans-Josef Bracht            | 1955          | Rhein-Hunsrück                               | 16  | Direktmandat                 | CDU          | Stellvertretender Landtagspräsident                                                               | - Ältestenrat (Stellv. Vorsitzender) - Petitionsausschuss - Zwischenausschuss |
|      | Martin Brandl                | 1981          | Germersheim                                  | 51  | Direktmandat                 | CDU          | Parlamentar. Geschäftsführer                                                                      | - Ältestenrat - Zwischenausschuss |
|      | Bernhard Braun               | 1958          |                                              |     | Liste                        | GRÜNE        | Fraktionsvorsitzender                                                                             | - Ausschuss für Medien, Digitale Infrastruktur und Netzpolitik - Haushalts- und Finanzausschuss - Rechnungsprüfungskommission - Zwischenausschuss |
|      | Bettina Brück                | 1967          |                                              |     | Liste                        | SPD          | Stellv. Fraktionsvorsitzende                                                                      | - Ältestenrat - Ausschuss für Bildung - Zwischenausschuss |
|      | Gabriele Bublies-Leifert     | 1967          |                                              |     | Liste                        | fraktionslos | am 7. August 2019 aus der AfD-Fraktion ausgetreten; seit 2020 Mitglied der Partei „Die Föderalen“ | - Ausschuss für Umwelt, Energie, Ernährung und Forsten |
|      | Ellen Demuth                 | 1982          | Linz am Rhein/Rengsdorf                      | 3   | Direktmandat                 | CDU          |                                                                                                   | - Ausschuss für Gleichstellung und Frauenförderung (Stellv. Vorsitzende) - Ausschuss für Medien, Digitale Infrastruktur und Netzpolitik - Enquete-Kommission 17/1 „Tourismus RLP“ (Vorsitzende)                                                                            |
|      | Jörg Denninghoff             | 1966          | Diez/Nassau                                  | 7   | Direktmandat                 | SPD          |                                                                                                   | - Ausschuss für Medien, Digitale Infrastruktur und Netzpolitik - Petitionsausschuss (Vorsitzender) - Rechtsausschuss - Strafvollzugskommission (Vorsitzender) |
|      | Josef Dötsch                 | 1954          | Bendorf/Weißenthurm                          | 10  | Direktmandat                 | CDU          |                                                                                                   | - Ausschuss für Medien, Digitale Infrastruktur und Netzpolitik - Ausschuss für Wirtschaft und Verkehr |
|      | Guido Ernst                  | 1950          | Remagen/Sinzig                               | 13  | Direktmandat                 | CDU          |                                                                                                   | - Ausschuss für Bildung (Vorsitzender) |
|      | Heribert Friedmann           | 1957          |                                              |     | Liste                        | AfD          |                                                                                                   | - Petitionsausschuss - Rechtsausschuss - Strafvollzugskommission - Wahlprüfungsausschuss |
|      | Michael Frisch               | 1957          |                                              |     | Liste                        | AfD          | Stellv. Fraktionsvorsitzender                                                                     | - Ausschuss für Familie, Jugend, Integration und Verbraucherschutz |
|      | Alexander Fuhr               | 1969          |                                              |     | Liste                        | SPD          | Stellv. Fraktionsvorsitzender                                                                     | - Ältestenrat - Ausschuss für Bildung - Ausschuss für Wirtschaft und Verkehr - Zwischenausschuss |
|      | Christoph Gensch             | 1978          | Zweibrücken                                  | 46  | Direktmandat                 | CDU          |                                                                                                   | - Ausschuss für Gesundheit, Pflege und Demografie - Ausschuss für Umwelt, Energie, Ernährung und Forsten |
|      | Horst Gies                   | 1961          | Bad Neuenahr-Ahrweiler                       | 14  | Direktmandat                 | CDU          |                                                                                                   | - Ausschuss für Landwirtschaft und Weinbau - Petitionsausschuss (Stellv. Vorsitzender) |
|      | Jennifer Groß                | 1986          | Montabaur                                    | 6   | Nachrückerin im Direktmandat | CDU          | am 1. November 2019 für Gabriele Wieland nachgerückt                                              | - Ausschuss für Familie, Jugend, Integration und Verbraucherschutz - Ausschuss für Gleichstellung und Frauenförderung - Ausschuss für Wissenschaft, Weiterbildung und Kultur                                                                                               |
|      | Sylvia Groß                  | 1953          |                                              |     | Liste                        | AfD          |                                                                                                   | - Ausschuss für Gesundheit, Pflege und Demografie - Ausschuss für Gleichstellung und Frauenförderung |
|      | Jens Guth                    | 1966          | Worms                                        | 32  | Direktmandat                 | SPD          | Stellv. Fraktionsvorsitzender                                                                     | - Ausschuss für Inneres, Sport und Landesplanung - Ausschuss für Soziales und Arbeit - Zwischenausschuss |
|      | Martin Haller                | 1983          |                                              |     | Liste                        | SPD          | Parlamentar. Geschäftsführer                                                                      | - Ältestenrat - Ausschuss für Medien, Digitale Infrastruktur und Netzpolitik - Haushalts- und Finanzausschuss - Wahlprüfungsausschuss - Zwischenausschuss |
|      | Andreas Hartenfels           | 1966          |                                              |     | Liste                        | GRÜNE        |                                                                                                   | - Ausschuss für Europafragen und Eine Welt (Vorsitzender) - Ausschuss für Umwelt, Energie und Ernährung |
|      | Jochen Hartloff              | 1954          | Kusel                                        | 40  | Direktmandat                 | SPD          |                                                                                                   | - Ausschuss für Familie, Jugend, Integration und Verbraucherschutz (Vorsitzender) - Ausschuss für Wissenschaft, Weiterbildung und Kultur - Wahlprüfungsausschuss (Vorsitzender)                                                                                            |
|      | Bernhard Henter              | 1958          |                                              |     | Liste                        | CDU          |                                                                                                   | - Haushalts- und Finanzausschuss - Rechtsausschuss - Wahlprüfungsausschuss |
|      | Dirk Herber                  | 1979          | Neustadt an der Weinstraße                   | 42  | Direktmandat                 | CDU          |                                                                                                   | - Ausschuss für Europafragen und Eine Welt - Ausschuss für Inneres, Sport und Landesplanung |
|      | Hendrik Hering               | 1964          | Bad Marienberg (Westerwald)/Westerburg       | 5   | Direktmandat                 | SPD          | Landtagspräsident                                                                                 | - Ältestenrat (Vorsitzender) - Zwischenausschuss (Vorsitzender) |
|      | Heijo Höfer                  | 1953          |                                              |     | Liste                        | SPD          | am 1. Dezember 2016 für Thorsten Wehner nachgerückt                                               | - Ausschuss für Europafragen und Eine Welt - Petitionsausschuss - Rechtsausschuss |
|      | Simone Huth-Haage            | 1966          |                                              |     | Liste                        | CDU          |                                                                                                   | - Ausschuss für Familie, Jugend, Integration und Verbraucherschutz (Stellv. Vorsitzende) - Ausschuss für Bildung |
|      | Michael Hüttner              | 1959          | Bingen am Rhein                              | 29  | Direktmandat                 | SPD          |                                                                                                   | - Ausschuss für Inneres, Sport und Landesplanung (Vorsitzender) - Ausschuss für Umwelt, Energie, Ernährung und Forsten - Kommission nach Artikel 10 GG - Parlamentarische Kontrollkommission - Zwischenausschuss                                                           |
|      | Heiner Illing                | 1962          | Alzey                                        | 33  | Nachrücker im Direktmandat   | SPD          | am 1. Januar 2020 für Heiko Sippel nachgerückt                                                    | - Ausschuss für Medien, Digitale Infrastruktur und Netzpolitik - Ausschuss für Wirtschaft und Verkehr - Enquete-Kommission 17/1 „Tourismus RLP“ |
|      | Matthias Joa                 | 1981          |                                              |     | Liste                        | AfD          |                                                                                                   | - Ausschuss für Wirtschaft und Verkehr (Stellv. Vorsitzender) |
|      | Uwe Junge                    | 1957          |                                              |     | Liste                        | AfD          | Fraktionsvorsitzender                                                                             | - Ältestenrat - Ausschuss für Inneres, Sport und Landesplanung (Stellv. Vorsitzender) - Zwischenausschuss |
|      | Giorgina Kazungu-Haß         | 1978          |                                              |     | Liste                        | SPD          |                                                                                                   | - Ausschuss für Bildung - Ausschuss für Wissenschaft, Weiterbildung und Kultur - Enquete-Kommission 17/1 „Tourismus RLP“ |
|      | Jürgen Klein                 | 1973          |                                              |     | Liste                        | AfD          |                                                                                                   | - Ausschuss für Umwelt, Energie, Ernährung und Forsten |
|      | Marcus Klein                 | 1976          |                                              |     | Liste                        | CDU          | am 1. Oktober 2019 für Ralf Seekatz nachgerückt                                                   | - Ausschuss für Gesundheit, Pflege und Demografie - Rechtsausschuss |
|      | Nina Klinkel                 | 1983          |                                              |     | Liste                        | SPD          |                                                                                                   | - Ausschuss für Landwirtschaft und Weinbau - Ausschuss für Umwelt, Energie, Ernährung und Forsten - Ausschuss für Wissenschaft, Weiterbildung und Kultur - Enquete-Kommission 17/1 „Tourismus RLP“                                                                         |
|      | Johannes Klomann             | 1976          | Mainz I                                      | 27  | Direktmandat                 | SPD          |                                                                                                   | - Ausschuss für Bildung - Ausschuss für Wissenschaft, Weiterbildung und Kultur (Vorsitzender) |
|      | Anna Köbberling              | 1967          | Koblenz                                      | 9   | Nachrückerin im Direktmandat | SPD          | am 18. Mai 2016 für David Langner nachgerückt                                                     | - Ausschuss für Wirtschaft und Verkehr - Haushalts- und Finanzausschuss - Rechtsausschuss |
|      | Daniel Köbler                | 1981          |                                              |     | Liste                        | GRÜNE        |                                                                                                   | - Ausschuss für Bildung - Ausschuss für Soziales und Arbeit (Stellv. Vorsitzender) - Petitionsausschuss - Strafvollzugskommission |
|      | Marlies Kohnle-Gros          | 1956          |                                              |     | Liste                        | CDU          |                                                                                                   | - Ausschuss für Medien, Digitale Infrastruktur und Netzpolitik - Kommission nach Artikel 10 GG (Vorsitzende) - Parlamentarische Kontrollkommission (Stellv. Vorsitzende) - Rechtsausschuss (Vorsitzende) - Wahlprüfungsausschuss (Stellv. Vorsitzende) - Zwischenausschuss |
|      | Matthias Lammert             | 1968          |                                              |     | Liste                        | CDU          | Stellv. Fraktionsvorsitzender                                                                     | - Ausschuss für Familie, Jugend, Integration und Verbraucherschutz - Ausschuss für Inneres, Sport und Landesplanung - Strafvollzugskommission |
|      | Sven Lefkowitz               | 1968          | Neuwied                                      | 4   | Nachrücker im Direktmandat   | SPD          | am 8. Juni 2019 für Fredi Winter nachgerückt                                                      | - Ausschuss für Soziales und Arbeit - Enquete-Kommission 17/1 „Tourismus RLP“ - Petitionsausschuss |
|      | Helga Lerch                  | 1955          |                                              |     | Liste                        | fraktionslos | am 20. Februar 2020 aus der FDP-Fraktion ausgeschlossen                                           | - Ausschuss für Bildung (Stellv. Vorsitzende) - Ausschuss für Gleichstellung und Frauenförderung - Ausschuss für Wissenschaft, Weiterbildung und Kultur |
|      | Peter Lerch                  | 1954          |                                              |     | Liste                        | CDU          | am 15. Juli 2019 für Christine Schneider nachgerückt                                              | - Ausschuss für Familie, Jugend, Integration und Verbraucherschutz - Ausschuss für Wissenschaft, Weiterbildung und Kultur - Petitionsausschuss |
|      | Roger Lewentz                | 1963          | Koblenz/Lahnstein                            | 8   | Direktmandat                 | SPD          | Minister des Innern und für Sport                                                                 | |
|      | Damian Lohr                  | 1993          |                                              |     | Liste                        | AfD          |                                                                                                   | - Ausschuss für Europafragen und Eine Welt |
|      | Stephanie Lohr               | 1983          |                                              |     | Liste                        | CDU          | am 1. Juli 2019 für Adolf Kessel nachgerückt                                                      | - Ausschuss für Landwirtschaft und Weinbau - Ausschuss für Soziales und Arbeit - Ausschuss für Umwelt, Energie, Ernährung und Forsten |
|      | Michael Ludwig               | 1965          |                                              |     | Liste                        | CDU          | am 19. Mai 2020 nachgerückt für Michael Billen                                                    | - Ausschuss für Landwirtschaft und Weinbau - Ausschuss für Umwelt, Energie, Ernährung und Forsten |
|      | Tanja Machalet               | 1974          |                                              |     | Liste                        | SPD          |                                                                                                   | - Ausschuss für Gesundheit, Pflege und Demografie (Stellv. Vorsitzende) - Haushalts- und Finanzausschuss - Rechnungsprüfungskommission |
|      | Helmut Martin                | 1963          | Bad Kreuznach                                | 22  | Nachrücker im Direktmandat   | CDU          | am 1. April 2018 für Julia Klöckner nachgerückt                                                   | - Ausschuss für Wirtschaft und Verkehr - Rechtsausschuss |
|      | Elfriede Meurer              | 1958          | Wittlich                                     | 22  | Direktmandat                 | CDU          |                                                                                                   | - Ausschuss für Europafragen und Eine Welt - Strafvollzugskommission (Stellv. Vorsitzende) - Petitionsausschuss |
|      | Iris Nieland                 | 1960          |                                              |     | Liste                        | AfD          |                                                                                                   | - Haushalts- und Finanzausschuss - Rechnungsprüfungskommission |
|      | Hans Jürgen Noss             | 1952          | Birkenfeld                                   | 19  | Direktmandat                 | SPD          |                                                                                                   | - Ausschuss für Europafragen und Eine Welt - Ausschuss für Inneres, Sport und Landesplanung |
|      | Benedikt Oster               | 1988          |                                              |     | Liste                        | SPD          | am 18. Mai 2016 für Heike Raab nachgerückt                                                        | - Ausschuss für Landwirtschaft und Weinbau - Ausschuss für Wirtschaft und Verkehr |
|      | Joachim Paul                 | 1970          |                                              |     | Liste                        | AfD          | Stellv. Fraktionsvorsitzender                                                                     | - Ausschuss für Bildung - Ausschuss für Medien, Digitale Infrastruktur und Netzpolitik - Zwischenausschuss |
|      | Andreas Rahm                 | 1967          | Kaiserslautern I                             | 43  | Direktmandat                 | SPD          |                                                                                                   | - Ausschuss für Gleichstellung und Frauenförderung - Ausschuss für Umwelt, Energie und Ernährung (Stellv. Vorsitzender) |
|      | Jaqueline Rauschkolb         | 1987          | Donnersberg                                  | 39  | Direktmandat                 | SPD          |                                                                                                   | - Ausschuss für Familie, Jugend, Integration und Verbraucherschutz - Ausschuss für Gleichstellung und Frauenförderung |
|      | Katrin Rehak-Nitsche         | 1978          |                                              |     | Liste                        | SPD          | am 29. April 2018 für Barbara Schleicher-Rothmund nachgerückt                                     | - Ausschuss für Gleichstellung und Frauenförderung - Ausschuss für Wissenschaft, Weiterbildung und Kultur - Petitionsausschuss - Strafvollzugskommission |
|      | Christof Reichert            | 1967          |                                              |     | Liste                        | CDU          | am 1. Oktober 2017 für Susanne Ganster nachgerückt                                                | - Ausschuss für Wissenschaft, Weiterbildung und Kultur - Haushalts- und Finanzausschuss - Rechnungsprüfungskommission |
|      | Lothar Rommelfanger          | 1957          | Konz/Saarburg                                | 26  | Direktmandat                 | SPD          |                                                                                                   | - Ausschuss für Gesundheit, Pflege und Demografie - Ausschuss für Soziales und Arbeit |
|      | Thomas Roth                  | 1960          |                                              |     | Liste                        | FDP          |                                                                                                   | - Ausschuss für Europafragen und Eine Welt - Ausschuss für Familie, Jugend, Integration und Verbraucherschutz - Rechtsausschuss - Zwischenausschuss |
|      | Marc Ruland                  | 1981          |                                              |     | Liste                        | SPD          | am 18. Mai 2016 für Clemens Hoch nachgerückt                                                      | - Ausschuss für Gesellschaft, Integration und Verbraucherschutz - Rechtsausschuss (Stellv. Vorsitzender) |
|      | Ingeborg Sahler-Fesel        | 1956          |                                              |     | Liste                        | SPD          |                                                                                                   | - Ausschuss für Gleichstellung und Frauenförderung (Vorsitzende) - Ausschuss für Umwelt, Energie und Ernährung - Petitionsausschuss |
|      | Daniel Schäffner             | 1981          | Kaiserslautern-Land                          | 45  | Direktmandat                 | SPD          |                                                                                                   | - Ausschuss für Medien, Digitale Infrastruktur und Netzpolitik (Stellv. Vorsitzender) - Ausschuss für Wirtschaft und Verkehr |
|      | Heike Scharfenberger         | 1961          | Ludwigshafen am Rhein II                     | 36  | Direktmandat                 | SPD          |                                                                                                   | - Ausschuss für Europafragen und Eine Welt (Stellv. Vorsitzende) - Ausschuss für Inneres, Sport und Landesplanung |
|      | Pia Schellhammer             | 1985          |                                              |     | Liste                        | GRÜNE        | am 18. Mai 2016 für Anne Spiegel nachgerückt; Parlamentar. Geschäftsführerin                      | - Ältestenrat - Ausschuss für Inneres, Sport und Landesplanung - Rechtsausschuss - Wahlprüfungsausschuss |
|      | Martin Schmidt               | 1966          |                                              |     | Liste                        | AfD          |                                                                                                   | - Ausschuss für Wissenschaft, Weiterbildung und Kultur - Enquete-Kommission 17/1 „Tourismus RLP“ |
|      | Arnold Schmitt               | 1954–2023     | Trier/Schweich                               | 24  | Direktmandat                 | CDU          |                                                                                                   | - Ausschuss für Landwirtschaft und Weinbau (Vorsitzender) |
|      | Astrid Schmitt               | 1959          |                                              |     | Liste                        | SPD          | Stellvertretende Landtagspräsidentin                                                              | - Ältestenrat (Stellv. Vorsitzende) - Ausschuss für Bildung - Ausschuss für Europafragen und Eine Welt - Ausschuss für Medien, Digitale Infrastruktur und Netzpolitik - Zwischenausschuss (Stellv. Vorsitzende)                                                            |
|      | Marion Schneid               | 1963          |                                              |     | Liste                        | CDU          | Stellv. Fraktionsvorsitzende                                                                      | - Ausschuss für Wissenschaft, Weiterbildung und Kultur (Stellv. Vorsitzende) |
|      | Gordon Schnieder             | 1975          | Vulkaneifel                                  | 20  | Direktmandat                 | CDU          |                                                                                                   | - Ausschuss für Inneres, Sport und Landesplanung |
|      | Gerd Schreiner               | 1970          |                                              |     | Liste                        | CDU          | Stellv. Fraktionsvorsitzender                                                                     | - Ausschuss für Europafragen und Eine Welt |
|      | Wolfgang Schwarz             | 1954          | Landau in der Pfalz                          | 50  | Direktmandat                 | SPD          |                                                                                                   | - Ausschuss für Inneres, Sport und Landesplanung - Ausschuss für Landwirtschaft und Weinbau - Kommission nach Artikel 10 GG (Stellv. Vorsitzender) - Parlamentarische Kontrollkommission (Vorsitzender)                                                                    |
|      | Alexander Schweitzer         | 1973          | Südliche Weinstraße                          | 49  | Direktmandat                 | SPD          | Fraktionsvorsitzender                                                                             | - Ältestenrat - Haushalts- und Finanzausschuss - Zwischenausschuss |
|      | Anke Simon                   | 1963          | Ludwigshafen am Rhein I                      | 35  | Direktmandat                 | SPD          |                                                                                                   | - Ausschuss für Familie, Jugend, Integration und Verbraucherschutz - Ausschuss für Gesundheit, Pflege und Demografie |
|      | Christoph Spies              | 1985          | Bad Dürkheim                                 | 41  | Nachrücker im Direktmandat   | SPD          | am 1. Juli 2019 für Manfred Geis nachgerückt                                                      | - Ausschuss für Landwirtschaft und Weinbau - Rechtsausschuss |
|      | Markus Stein                 | 1985          |                                              |     | Liste                        | SPD          | am 1. März 2019 für Denis Alt nachgerückt                                                         | - Ausschuss für Familie, Jugend, Integration und Verbraucherschutz - Ausschuss für Gleichstellung und Frauenförderung |
|      | Nico Steinbach               | 1984          | Bitburg-Prüm                                 | 21  | Direktmandat                 | SPD          |                                                                                                   | - Ausschuss für Landwirtschaft und Weinbau (Stellv. Vorsitzender) - Ausschuss für Umwelt, Energie und Ernährung |
|      | Sven Teuber                  | 1982          | Trier                                        | 25  | Nachrücker im Direktmandat   | SPD          | am 1. August 2016 für Malu Dreyer nachgerückt                                                     | - Ausschuss für Gesundheit, Pflege und Demografie - Ausschuss für Soziales und Arbeit - Enquete-Kommission 17/1 „Tourismus RLP“ |
|      | Hedi Thelen                  | 1956          |                                              |     | Liste                        | CDU          |                                                                                                   | - Ausschuss für Gesundheit, Pflege und Demografie (Vorsitzende) - Ausschuss für Soziales und Arbeit |
|      | Michael Wagner               | 1960          | Speyer                                       | 38  | Nachrücker im Direktmandat   | CDU          | am 2. Mai 2019 für Reinhard Oelbermann nachgerückt                                                | - Ausschuss für Gleichstellung und Frauenförderung - Ausschuss für Wirtschaft und Verkehr - Enquete-Kommission 17/1 „Tourismus RLP“ |
|      | Thomas Wansch                | 1960          | Kaiserslautern II                            | 44  | Direktmandat                 | SPD          |                                                                                                   | - Ausschuss für Europafragen und Eine Welt - Haushalts- und Finanzausschuss (Vorsitzender) - Rechnungsprüfungskommission (stell. Vorsitzender) |
|      | Karina Wächter               | 1990          | Bernkastel-Kues/Morbach/Kirchberg (Hunsrück) | 23  | Nachrückerin im Direktmandat | CDU          | am 1. September 2020 für Alexander Licht nachgerückt                                              | - Ausschuss für Soziales und Arbeit - Enquete-Kommission 17/1 „Tourismus RLP“ |
|      | Michael Wäschenbach          | 1954          | Betzdorf/Kirchen (Sieg)                      | 1   | Direktmandat                 | CDU          |                                                                                                   | - Ausschuss für Gesundheit, Pflege und Demografie - Ausschuss für Soziales und Arbeit |
|      | Marco Weber                  | 1975          |                                              |     | Liste                        | FDP          | Parlamentar. Geschäftsführer                                                                      | - Ältestenrat - Ausschuss für Landwirtschaft und Weinbau - Ausschuss für Umwelt, Energie und Ernährung (Vorsitzender) |
|      | Adolf Weiland                | 1953          | Mayen                                        | 12  | Direktmandat                 | CDU          | Stellv. Fraktionsvorsitzender                                                                     | - Ältestenrat - Ausschuss für Medien, Digitale Infrastruktur und Netzpolitik - Haushalts- und Finanzausschuss (Stellv. Vorsitzender) - Zwischenausschuss - Rechnungsprüfungskommission (Vorsitzender)                                                                      |
|      | Thomas Weiner                | 1957          | Pirmasens                                    | 48  | Direktmandat                 | CDU          |                                                                                                   | - Ausschuss für Wirtschaft und Verkehr (Vorsitzender) |
|      | Jessica Weller               | 1983          | Altenkirchen (Westerwald)                    | 2   | Nachrückerin im Direktmandat | CDU          | am 1. September 2019 für Peter Enders nachgerückt                                                 | - Ausschuss für Gleichstellung und Frauenförderung - Ausschuss für Soziales und Arbeit - Ausschuss für Umwelt, Energie, Ernährung und Forsten |
|      | Cornelia Willius-Senzer      | 1943          |                                              |     | Liste                        | FDP          | Fraktionsvorsitzende                                                                              | - Haushalts- und Finanzausschuss - Rechnungsprüfungskommission - Wahlprüfungsausschuss |
|      | Steven Wink                  | 1984          |                                              |     | Liste                        | FDP          |                                                                                                   | - Ausschuss für Gesundheit, Pflege und Demografie - Ausschuss für Medien, Digitale Infrastruktur und Netzpolitik - Ausschuss für Soziales und Arbeit - Ausschuss für Wirtschaft und Verkehr - Enquete-Kommission 17/1 „Tourismus RLP“                                      |
|      | Volker Wissing               | 1970          |                                              |     | Liste                        | FDP          | Minister für Wirtschaft, Verkehr, Landwirtschaft und Weinbau                                      | |
|      | Johannes Zehfuß              | 1959          | Mutterstadt                                  | 37  | Direktmandat                 | CDU          |                                                                                                   | - Ausschuss für Landwirtschaft und Weinbau |

## Ausgeschiedene Abgeordnete
| Bild | Name                        | Lebens- daten | Wahlkreis                                    | Nr. | Direkt/Liste | Partei | Kommentar | Ausschüsse/Gremien |
| ---- | --------------------------- | ------------- | -------------------------------------------- | --- | ------------ | ------ | --- | --- |
|      | Denis Alt                   | 1980          | Kirn/Bad Sobernheim                          | 18  | Direktmandat | SPD    | am 1. März 2019 ausgeschieden, da Staatssekretär im Wissenschaftsministerium; Nachrücker: Markus Stein                                     | - Ausschuss für Wirtschaft und Verkehr - Haushalts- und Finanzausschuss                                                       |
|      | Michael Billen              | 1955–2022     |                                              |     | Liste        | CDU    | am 18. Mai 2020 ausgeschieden; Nachrücker: Michael Ludwig                                                                                  | - Ausschuss für Umwelt, Energie und Ernährung                                                                                 |
|      | Malu Dreyer                 | 1961          | Trier                                        | 25  | Direktmandat | SPD    | Ministerpräsidentin; ausgeschieden am 1. August 2016; Nachrücker: Sven Teuber                                                              | |
|      | Peter Enders                | 1959          | Altenkirchen (Westerwald)                    | 2   | Direktmandat | CDU    | ausgeschieden am 31. August 2019 nach Wahl zum Landrat im Landkreis Altenkirchen (Westerwald); Nachrückerin: Jessica Weller                | - Ausschuss für Gesundheit, Pflege und Demografie (Vorsitzender)                                                              |
|      | Susanne Ganster             | 1976          | Pirmasens-Land                               | 47  | Direktmandat | CDU    | am 1. Oktober 2017 ausgeschieden, da Landrätin im Landkreis Südwestpfalz; Nachrücker: Christof Reichert                                    | - Ausschuss für Gleichstellung und Frauenförderung - Ausschuss für Wissenschaft, Weiterbildung und Kultur                     |
|      | Manfred Geis                | 1949          | Bad Dürkheim                                 | 41  | Direktmandat | SPD    | am 1. Juli 2019 ausgeschieden; Nachrücker: Christoph Spies                                                                                 | - Ausschuss für Europafragen und Eine Welt - Ausschuss für Wissenschaft, Weiterbildung und Kultur (Vorsitzender)              |
|      | Clemens Hoch                | 1978          | Andernach                                    | 11  | Direktmandat | SPD    | Mandatsverzicht am 18. Mai 2016, da Staatssekretär, Nachrücker: Marc Ruland                                                                | |
|      | Adolf Kessel                | 1957          |                                              |     | Liste        | CDU    | ausgeschieden am 1. Juli 2019, da Oberbürgermeister von Worms; Nachrückerin: Stephanie Lohr                                                | |
|      | Julia Klöckner              | 1972          | Bad Kreuznach                                | 17  | Direktmandat | CDU    | ausgeschieden am 1. April 2018, da Bundesministerin; Nachrücker: Helmut Martin                                                             | - Ältestenrat - Haushalts- und Finanzausschuss - Zwischenausschuss                                                            |
|      | David Langner               | 1975          | Koblenz                                      | 9   | Direktmandat | SPD    | Mandatsverzicht am 18. Mai 2016, da Staatssekretär; Nachrückerin: Anna Köbberling                                                          | |
|      | Eveline Lemke               | 1964          |                                              |     | Liste        | GRÜNE  | am 1. April 2017 ausgeschieden, Nachrückerin: Katharina Binz                                                                               | - Ausschuss für Bildung - Ausschuss für Wissenschaft, Weiterbildung und Kultur - Petitionsausschuss - Strafvollzugskommission |
|      | Alexander Licht             | 1952          | Bernkastel-Kues/Morbach/Kirchberg (Hunsrück) | 23  | Direktmandat | CDU    | am 1. September 2020 ausgeschieden, Nachrückerin: Karina Wächter                                                                           | - Ältestenrat - Ausschuss für Inneres, Sport und Landesplanung - Enquete-Kommission 17/1 „Tourismus RLP“ - Zwischenausschuss  |
|      | Reinhard Oelbermann         | 1955          | Speyer                                       | 38  | Direktmandat | CDU    | am 25. April 2019 verstorben; Nachrücker: Michael Wagner                                                                                   | - Ausschuss für Wissenschaft, Weiterbildung und Kultur - Petitionsausschuss                                                   |
|      | Heike Raab                  | 1965          |                                              |     | Liste        | SPD    | Mandatsverzicht am 18. Mai 2016, da Staatssekretärin; Nachrücker: Benedikt Oster                                                           | |
|      | Dorothea Schäfer            | 1962          | Ingelheim am Rhein                           | 30  | Direktmandat | CDU    | am 1. Oktober 2017 ausgeschieden, Landrätin im Landkreis Mainz-Bingen; Nachrücker: Thomas Barth                                            | - Ausschuss für Wissenschaft, Weiterbildung und Kultur - Ausschuss für Gleichstellung und Frauenförderung                     |
|      | Barbara Schleicher-Rothmund | 1959          |                                              |     | Liste        | SPD    | am 29. April 2018 ausgeschieden, Bürgerbeauftragte des Landes Rheinland-Pfalz; Nachrückerin: Katrin Rehak-Nitsche                          | - Petitionsausschuss - Ältestenrat - Zwischenausschuss - Vorstand                                                             |
|      | Christine Schneider         | 1972          |                                              |     | Liste        | CDU    | ausgeschieden am 15. Juli 2019 nach Wahl ins Europaparlament; Nachrücker: Peter Lerch                                                      | - Ausschuss für Landwirtschaft und Weinbau - Ausschuss für Umwelt, Energie und Ernährung - Zwischenausschuss                  |
|      | Ralf Seekatz                | 1972          |                                              |     | Liste        | CDU    | ausgeschieden am 1. Oktober 2019 nach Wahl ins Europaparlament; Nachrücker: Marcus Klein                                                   | - Ausschuss für Europafragen und Eine Welt - Ausschuss für Inneres, Sport und Landesplanung                                   |
|      | Heiko Sippel                | 1964          | Alzey                                        | 33  | Direktmandat | SPD    | ausgeschieden am 1. Januar 2020, Landrat im Landkreis Alzey-Worms; Nachrücker: Heiner Illing                                               | - Ausschuss für Wirtschaft und Verkehr - Rechtsausschuss                                                                      |
|      | Anne Spiegel                | 1980          |                                              |     | Liste        | GRÜNE  | Mandatsverzicht am 18. Mai 2016; Ministerin für Familie, Frauen, Jugend, Integration und Verbraucherschutz; Nachrückerin: Pia Schellhammer | |
|      | Thorsten Wehner             | 1967          |                                              |     | Liste        | SPD    | ausgeschieden am 1. Dezember 2016; Nachrücker: Heijo Höfer                                                                                 | - Ausschuss für Umwelt, Energie und Ernährung - Ausschuss für Landwirtschaft und Weinbau                                      |
|      | Gabriele Wieland            | 1960          | Montabaur                                    | 6   | Direktmandat | CDU    | ausgeschieden am 31. Oktober 2019; Nachrückerin: Jennifer Groß                                                                             | - Ausschuss für Gleichstellung und Frauenförderung - Ausschuss für Wirtschaft und Verkehr                                     |
|      | Fredi Winter                | 1948          | Neuwied                                      | 4   | Direktmandat | SPD    | ausgeschieden am 7. Juni 2019; Nachrücker: Sven Lefkowitz                                                                                  | - Rechtsausschuss - Petitionsausschuss - Strafvollzugskommission                                                              |